# Los burladores
Los burladores es una zarzuela en tres actos, con música de Pablo Sorozábal y libreto de Serafín y Joaquín Álvarez Quintero. Se estrenó el 10 de diciembre de 1948 en el Teatro Calderón de Madrid. 

## Personajes
| Personaje                                                               | Tesitura | Reparto del estreno, 10 de diciembre de 1948 |
| ----------------------------------------------------------------------- | -------- | -------------------------------------------- |
| Rosela, dama acosada por su viejo tío que termina enamorada del marqués | soprano  | Carmen de la Puente                          |
| Celito, criada de Rosela, que acaba casándose con Baratillo             |          | Enriqueta Serrano                            |
| Marqués de Don Juan, afamado donjuán                                    | barítono | Esteban Astarloa                             |
| Capitán Santa Cruz, amigo del Marqués                                   | tenor    | Francisco Maroto                             |
| Baratillo, criado del Marqués                                           | tenor    | Félix Casas                                  |
| Doña Mariana                                                            |          | Elvira Piquer                                |
| Bachiller                                                               | bajo     | Marco Túnez                                  |
| Talavera                                                                |          | Alejandro Bravo                              |
| Perini                                                                  |          | Fernando Hernández                           |
| Don Tomás                                                               |          | Paco Obregón                                 |